# Daochang
Daochang (kinesiska: 道场乡, 五一大桥) är en socken i Kina. Den ligger i provinsen Zhejiang, i den östra delen av landet, omkring 67 kilometer norr om provinshuvudstaden Hangzhou. Antalet invånare är 20564. Befolkningen består av 9 566 kvinnor och 10 998 män. Barn under 15 år utgör 10,0 %, vuxna 15-64 år 79 %, och äldre över 65 år 9,0 %.
Genomsnittlig årsnederbörd är 1 675 millimeter. Den regnigaste månaden är juni, med i genomsnitt 253 mm nederbörd, och den torraste är november, med 62 mm nederbörd.